# Маят
Мая́т (рос. Маят) — річка в Росії, Республіка Саха. Права притока річки Анабар.
Річка тече на захід, впадає до Анабару. Має багато меандрів та заплавних озер, у верхній течії пересихає.
Довжина річки — 111 км. Висота витоку — 179 м, висота гирла — 8 м; похил русла — 1,5 м/км. Ширина русла — 25 м у верхнійї, 33 м в середній, 20 м у нижній течії. Швидкість течії — 0,4 м/с у верхній та середній, 0,8 м/с у нижній течії. Глибина — 1,5 м у верхній, 0,3 м у середній, 0,8 м у нижній течії; дно заросле водоростями, у нижній течії — кам'янисте.